# Heikki Savolainen
Heikki Ilmari Savolainen (28. září 1907, Joensuu – 29. listopadu 1997, Kajaani) byl finský sportovní gymnasta, držitel devíti olympijských medailí získaných na pěti olympijských hrách, v rozmezí 24 let. Získal medaili na všech hrách, jichž se zúčastnil. Dvě z těchto medailí byly zlaté a obě je získal na hrách v Londýně roku 1948. První byla z koně našíř (dělil se o ni s krajany Paavo Aaltonenem a Veikko Huhtanenem), druhá z družstev. Své jediné olympijské stříbro získal na hrách v Los Angeles roku 1932, a to na hrazdě. Sbírku doplnil hned šesti bronzy, první získal již na hrách v Amsterdamu roku 1928 v disciplíně kůň našíř (byla to vůbec první medaile ve sportovní gymnastice pro Finsko), na dalších hrách v Los Angeles bral bronz ve víceboji, na bradlech a v družstvech, na olympiádě v Berlíně roku 1936 získal bronz týmový, stejně jako na své poslední olympiádě v Helsinkách roku 1952. Tuto poslední medaili získal ve 44 letech, a stal se tak nejstarším medailistou v gymnastice. Na domácích helsinských hrách též přednesl olympijskou přísahu při zahajovacím ceremoniálu. Jednu medaili, stříbro z družstev, má i z mistrovství světa (1950). Vybojoval též dvacet titulů mistra Finska, z toho šest ve víceboji.
Savolainen promoval jako učitel tělesné výchovy v roce 1931 a jako doktor medicíny v roce 1939. Poté začal pracovat jako lékař ve svém rodném městě Kajaani, souběžně se svou sportovní kariérou. Během zimní války s Rusy sloužil ve vojenské nemocnici. Věnoval se ovšem i sportovní žurnalistice, v letech 1932–1937 psal pro finský sportovní časopis Urheilulehti. V roce 1933 napsal scénář k půlhodinovému filmu o finské gymnastice, financovanému státem a produkovanému Suomi Filmi Oy. V letech 1946 až 1959 působil jako viceprezident Finské gymnastické federace. Po skončení závodní kariéry byl jedním z prvních sportovních lékařů ve Finsku. V roce 2004 byl uveden do Síně slávy Mezinárodní gymnastické federace. Stal se prvním Finem, kterému se této cti dostalo, a dosud je i jediným.